# Лаута
Лау́та или Луты (нем. Lauta, в.-луж. Łuty) — город в Германии, в земле Саксония. Подчинён административному округу Дрезден. Входит в состав района Баутцен. Население составляет 9 341 человек (на 31 декабря 2010). Занимает площадь 41,87 км². Официальный код — 14 2 92 290.
Город подразделяется на 3 городских района.